# Macropsebium cotterilli
Macropsebium cotterilli là một loài bọ cánh cứng trong họ Cerambycidae.